# Jozef Čurgaly
Jozef Čurgaly (4 dicembre 1927 – 23 gennaio 2014) è stato un calciatore cecoslovacco, di ruolo attaccante.

## Carriera

### Club
Ha sempre giocato nel campionato cecoslovacco.

### Nazionale
Ha giocato la sua unica partita con la maglia della Nazionale nel 1953.